# Az FC Barcelona 2012–2013-as szezonja
A 2012–2013-as szezon az FC Barcelona csapatának sorozatban a 82., összességében pedig a 113. idénye a spanyol első osztályban. A szezon 2012 augusztusában kezdődött, és 2013 júniusában ért véget.
A csapat új vezetőedzővel vágott neki az idénynek, Tito Vilanova személyében.

## Játékoskeret
| No. |       | Poszt | Játékos             |
| --- | ----- | ----- | ------------------- |
| 1   | ESP   | K     | Víctor Valdés       |
| 2   | BRA   | V     | Dani Alves          |
| 3   | ESP   | V     | Gerard Piqué        |
| 4   | ESP   | KP    | Cesc Fàbregas       |
| 5   | ESP   | V     | Carles Puyol        |
| 6   | ESP   | KP    | Xavi Hernández      |
| 7   | ESP   | CS    | David Villa         |
| 8   | ESP   | KP    | Andrés Iniesta      |
| 9   | Chile | CS    | Alexis Sánchez      |
| 10  | ARG   | CS    | Lionel Messi        |
| 11  | ESP   | KP    | Thiago Alcántara    |
| 12  | MEX   | KP    | Jonathan dos Santos |
| 13  | ESP   | K     | José Manuel Pinto   |
| 14  | ARG   | V     | Javier Mascherano   |

| No. |         | Poszt | Játékos                 |
| --- | ------- | ----- | ----------------------- |
| 15  | ESP     | KP    | Marc Bartra             |
| 16  | ESP     | KP    | Sergio Busquets         |
| 17  | ESP     | CS    | Pedro Rodríguez Ledesma |
| 18  | ESP     | V     | Jordi Alba              |
| 19  | ESP     | V     | Martín Montoya          |
| 21  | BRA     | V     | Adriano Correia Claro   |
| 22  | FRA     | V     | Éric Abidal             |
| 25  | Kamerun | KP    | Alexandre Song          |
| 26  | ESP     | V     | Marc Muniesa            |
| 27  | ESP     | CS    | Gerard Deulofeu         |
| 28  | ESP     | KP    | Sergi Roberto           |
| 29  | ESP     | V     | Carles Planas           |
| 30  | BRA     | KP    | Rafa Alcántara          |
| 37  | ESP     | CS    | Cristian Tello          |

## Statisztikák

### Mérkőzések
| Lejátszott mérkőzések száma        | 55 (30 Liga BBVA, 8 Spanyol kupa, 2 spanyol szuperkupa, 9 Bajnokok Ligája, 6 barátságos mérkőzés) |
| Győzelmek száma                    | 38 (25 Liga BBVA, 5 Spanyol kupa, 1 spanyol szuperkupa, 5 Bajnokok Ligája, 3 barátságos)          |
| Döntetlenek száma                  | 9 (3 Liga BBVA, 2 Spanyol kupa, 0 spanyol szuperkupa, 2 Bajnokok Ligája, 2 barátságos)            |
| Vereségek száma                    | 7 (2 Liga BBVA, 1 Spanyol kupa, 1 spanyol szuperkupa, 2 Bajnokok Ligája, 1 barátságos)            |
| Szerzett gólok száma               | 149 (összesen)                                                                                    |
| Kapott gólok száma                 | 58 (összesen)                                                                                     |
| Gólkülönbség                       | +91                                                                                               |
| Sárga lapok                        | 78                                                                                                |
| Kiállítások                        | 4                                                                                                 |
| Legtöbbet figyelmeztetett játékos  | Sergio Busquets (10 , 1 )                                                                         |
| Legnagyobb arányú győzelem         | Raja Casablanca 0–8 FC Barcelona (2012. 06. 28.)                                                  |
| Legnagyobb arányú vereség          | AC Milan 2–0 FC Barcelona (2013. 02. 20.) FC Barcelona 1–3 Real Madrid CF (2013. 02. 26.)         |
| Legmagasabb hazai nézőszám         | 96 589 néző, FC Barcelona 2–2 Real Madrid CF (2012. 10. 07.)                                      |
| Legalacsonyabb hazai nézőszám      | 55 498 néző, FC Barcelona 0–1 Sampdoria (2012. 08. 20.)                                           |
| Legtöbbször pályára lépett játékos | Lionel Messi (37 mérkőzés)                                                                        |
| Legtöbbször pályára lépett játékos |                                                                                                   |
| Házi gólkirály                     | Lionel Messi (57 )                                                                                |
| Pontok                             | 120/159                                                                                           |

## Mérkőzések

### Bajnokság
| 1. forduló 2012. augusztus 19. 21:00 |

| Barcelona                                                     | 5 – 1               | Real Sociedad                                     |
| ------------------------------------------------------------- | ------------------- | ------------------------------------------------- |
| Puyol 4' Messi 11' 16' Pedro 41' Villa 84' 84' Mascherano 39' | (4 – 1) Jegyzőkönyv | Castro 9' Prieto 34' De la Bella 71' Ansotegi 83' |

| Camp Nou, Barcelona Nézőszám: 57 721 Játékvezető: González González (spanyol) |

| 2. forduló 2012. augusztus 26. 19:00 |

| Osasuna                                                                                    | 1 – 2               | Barcelona                                                          |
| ------------------------------------------------------------------------------------------ | ------------------- | ------------------------------------------------------------------ |
| Llorente 17' Sisi 27' Arribas 34' Damia 37' Loé 48' Flaño 52' Puñal 77′ Lamah 79' Lolo 86' | (1 – 0) Jegyzőkönyv | Messi 76' 80' Busquets 35' Vilanova (edző) 71′ Piqué 78' Puyol 82' |

| Reyno de Navarra, Pamplona Nézőszám: 15 691 Játékvezető: Muñiz Fernández (spanyol) |

| 3. forduló 2012. szeptember 2. 21:30 |

| Barcelona   | 1 – 0               | Valencia |
| ----------- | ------------------- | -------- |
| Adriano 23' | (1 – 0) Jegyzőkönyv |          |

| Camp Nou, Barcelona Nézőszám: 76 352 Játékvezető: Pérez Lasa (spanyol) |

| 4. forduló 2012. szeptember 15. 20:00 |

| Getafe                 | 1 – 4               | Barcelona                                        |
| ---------------------- | ------------------- | ------------------------------------------------ |
| Mascherano 80' (öngól) | (0 – 1) Jegyzőkönyv | Adriano 32' Messi 74' (11-esből) 78' Villa 90+1' |

| Coliseum Alfonso Pérez, Getafe Nézőszám: 13 000 Játékvezető: Fernando Teixeria Vitieres (spanyol) |

| 5. forduló 2012. szeptember 22. 22:00 |

| Barcelona                    | 2 – 0               | Granada |
| ---------------------------- | ------------------- | ------- |
| Xavi 87' Gómez 90+2' (öngól) | (0 – 0) Jegyzőkönyv |         |

| Camp Nou, Barcelona Nézőszám: 65 834 Játékvezető: Carlos del Cerro Grande (spanyol) |

| 6. forduló 2012. szeptember 29. 22:00 |

| Sevilla                              | 2 – 3               | FC Barcelona                 |
| ------------------------------------ | ------------------- | ---------------------------- |
| Trochowski 27' Negredo 48' Medel 72′ | (1 – 0) Jegyzőkönyv | Fàbregas 53' 89' Villa 90+3' |

| Ramón Sánchez Pizjuán, Sevilla Nézőszám: 44 800 Játékvezető: Mateu Lahoz (spanyol) |

| 7. forduló 2012. október 7. 19:50 |

| Barcelona     | 2 – 2               | Real Madrid CF  |
| ------------- | ------------------- | --------------- |
| Messi 31' 60' | (1 – 1) Jegyzőkönyv | Ronaldo 22' 66' |

| Camp Nou, Barcelona Nézőszám: 96 589 Játékvezető: Delgaro Ferreiro (spanyol) |

| 8. forduló 2012. október 20. 22:00 |

| Deportivo                                                 | 4 – 5               | Barcelona                                         |
| --------------------------------------------------------- | ------------------- | ------------------------------------------------- |
| Pizzi 26' (11-esből) 47' Bergantiños 37' Alba 79' (öngól) | (2 – 4) Jegyzőkönyv | Alba 3' Tello 8' Messi 18' 43' 77' Mascherano 49′ |

| Riazor Stadion, A Coruña Nézőszám: 32 000 Játékvezető: Paradas Romero (spanyol) |

| 9. forduló 2012. október 27. 22:00 |

| Rayo Vallecano   | 0 – 5               | Barcelona                                     |
| ---------------- | ------------------- | --------------------------------------------- |
| Jémez (edző) 77′ | (0 – 1) Jegyzőkönyv | Villa 20' Messi 48' 89' Xavi 78' Fàbregas 80' |

| Campo de Vallas, Madrid Nézőszám: 14 000 Játékvezető: Pérez Lasa (spanyol) |

| 10. forduló 2012. november 3. 18:00 |

| Barcelona                      | 3 – 1               | Celta Vigo  |
| ------------------------------ | ------------------- | ----------- |
| Adriano 21' Villa 26' Alba 61' | (2 – 1) Jegyzőkönyv | Barmejo 24' |

| Camp Nou, Barcelona Nézőszám: 82 978 Játékvezető: David Fernández Borbalán (spanyol) |

| 11. forduló 2012. november 11. 17:50 |

| Mallorca                             | 2 – 4               | Barcelona                        |
| ------------------------------------ | ------------------- | -------------------------------- |
| Pereira 55' Casadesús 58' (11-esből) | (0 – 3) Jegyzőkönyv | Xavi 28' Messi 44' 70' Tello 45' |

| ONO Estadi, Palma de Mallorca Nézőszám: 23 142 Játékvezető: Iglasias Villaneuva (spanyol) |

| 12. forduló 2012. november 17. 20:00 |

| Barcelona              | 3 – 1               | Real Zaragoza |
| ---------------------- | ------------------- | ------------- |
| Messi 16' 60' Song 28' | (2 – 1) Jegyzőkönyv | Montañés 24'  |

| Camp Nou, Barcelona Nézőszám: 73 428 Játékvezető: Ayza Gámez (spanyol) |

| 13. forduló 2012. november 25. 21:00 |

| Levante | 0 – 4               | Barcelona                              |
| ------- | ------------------- | -------------------------------------- |
|         | (0 – 0) Jegyzőkönyv | Messi 47' 52' Iniesta 57' Fàbregas 63' |

| Estadi Ciutat de Vàlencia, Valencia Nézőszám: 24 234 Játékvezető: Pérez Montero (spanyol) |

| 14. forduló 2012. december 1. 20:00 |

| Barcelona                                          | 5 – 1               | Athletic Bilbao |
| -------------------------------------------------- | ------------------- | --------------- |
| Piqué 22' Messi 25' 70' Adriano 45+1' Fàbregas 57' | (3 – 0) Jegyzőkönyv | Ibai 65'        |

| Camp Nou, Barcelona Nézőszám: 68 346 Játékvezető: Mateu Lahoz (spanyol) |

| 15. forduló 2012. december 9. 21:00 |

| Real Betis | 1 – 2               | Barcelona     |
| ---------- | ------------------- | ------------- |
| Castro 39' | (1 – 2) Jegyzőkönyv | Messi 16' 25' |

| Estadio Benito Villamarín, Sevilla Nézőszám: 16 157 Játékvezető: Velasco Carballo (spanyol) |

| 16. forduló 2012. december 16. 21:00 |

| Barcelona                              | 4 – 1               | Atlético Madrid |
| -------------------------------------- | ------------------- | --------------- |
| Adriano 36' Busquets 45' Messi 57' 88' | (2 – 1) Jegyzőkönyv | Falcao 31'      |

| Camp Nou, Barcelona Nézőszám: 86 637 Játékvezető: Pérez Lasa (spanyol) |

| 17. forduló 2012. december 22. 18:00 |

| Real Valladolid | 1 – 3               | Barcelona                      |
| --------------- | ------------------- | ------------------------------ |
| Guerra 89'      | (0 – 1) Jegyzőkönyv | Xavi 43' Messi 58' Tello 90+3' |

| Estadio José Zorrilla, Valladolid Nézőszám: 24 823 Játékvezető: Clos Gómez (spanyol) |

| 18. forduló 2013. január 6. 19:00 |

| Barcelona                                   | 4 – 0               | Espanyol |
| ------------------------------------------- | ------------------- | -------- |
| Xavi 10' Pedro 16' 27' Messi 29' (11-esből) | (4 – 0) Jegyzőkönyv |          |

| Camp Nou, Barcelona Nézőszám: 73 760 Játékvezető: Gil Manzano (spanyol) |

| 19. forduló 2013. január 13. 21:00 |

| Málaga         | 1 – 3               | Barcelona                            |
| -------------- | ------------------- | ------------------------------------ |
| Bounanotte 89' | (0 – 1) Jegyzőkönyv | Messi 27' Fàbregas 50' Alcántara 83' |

| La Rosaleda, Málaga Nézőszám: 29 323 Játékvezető: Delgado Ferreiro (spanyol) |

| 20. forduló 2013. január 19. 18:00 |

| Real Sociedad                                     | 3 – 2               | Barcelona                    |
| ------------------------------------------------- | ------------------- | ---------------------------- |
| Castro 41' Mascherano 63' (öngól) Agirretxe 90+2' | (1 – 2) Jegyzőkönyv | Messi 7' Pedro 25' Piqué 56′ |

| Anoeta stadion, San Sebastián Nézőszám: 32 076 Játékvezető: Undiano Mallenco (spanyol) |

| 21. forduló 2013. január 27. 19:00 |

| Barcelona                                  | 5 – 1               | Osasuna                                   |
| ------------------------------------------ | ------------------- | ----------------------------------------- |
| Messi 11' 28' (11-esből) 56' 58' Pedro 40' | (3 – 1) Jegyzőkönyv | Loé 24' Arribas 26′ Mendilibar (edző) 32′ |

| Camp Nou, Barcelona Nézőszám: 65 594 Játékvezető: Fernando Teixeria Vitienes (spanyol) |

| 22. forduló 2013. február 3. 19:00 |

| Valencia | 1 – 1               | Barcelona            |
| -------- | ------------------- | -------------------- |
| Éver 33' | (1 – 1) Jegyzőkönyv | Messi 39' (11-esből) |

| Estadio Mestalla, Valencia Nézőszám: 45 000 Játékvezető: González González (spanyol) |

| 23. forduló 2013. február 10. 12:00 |

| Barcelona                                                        | 6 – 1               | Getafe      |
| ---------------------------------------------------------------- | ------------------- | ----------- |
| Sánchez 6' Messi 12' Villa 58' Tello 79' Iniesta 90' Piqué 90+2' | (2 – 0) Jegyzőkönyv | Vázquez 83' |

| Camp Nou, Barcelona Nézőszám: 85 610 Játékvezető: Iglesias Villaneuva (spanyol) |

| 24. forduló 2013. február 16. 20:00 |

| Granada    | 1 – 2               | Barcelona     |
| ---------- | ------------------- | ------------- |
| Ighalo 26' | (1 – 0) Jegyzőkönyv | Messi 50' 73' |

| Nuevo Los Cármentes Stadium, Granada Nézőszám: 21 300 Játékvezető: Carlos del Cerro Grande (spanyol) |

| 25. forduló 2013. február 23. 22:00 |

| Barcelona           | 2 – 1               | Sevilla   |
| ------------------- | ------------------- | --------- |
| Villa 52' Messi 60' | (0 – 1) Jegyzőkönyv | Botía 43' |

| Camp Nou, Barcelona Nézőszám: 57 629 Játékvezető: Velasco Carballo (spanyol) |

| 26. forduló 2013. március 2. 16:00 |

| Real Madrid CF       | 2 – 1               | Barcelona              |
| -------------------- | ------------------- | ---------------------- |
| Benzema 6' Ramos 82' | (1 – 1) Jegyzőkönyv | Messi 18' Valdés 90+4′ |

| Santiago Bernabéu stadion, Madrid Nézőszám: 85 454 Játékvezető: Pérez Lasa (spanyol) |

| 27. forduló 2013. március 10. 20:00 |

| Barcelona             | 2 – 0               | Deportivo |
| --------------------- | ------------------- | --------- |
| Sánchez 38' Messi 88' | (1 – 0) Jegyzőkönyv |           |

| Camp Nou, Barcelona Nézőszám: 69 748 Játékvezető: Pérez Montero (spanyol) |

| 28. forduló 2013. március 17. 21:00 |

| Barcelona               | 3 – 1               | Rayo Vallecano |
| ----------------------- | ------------------- | -------------- |
| Villa 25' Messi 40' 57' | (2 – 0) Jegyzőkönyv | Tamudo 71'     |

| Camp Nou, Barcelona Nézőszám: 68 197 Játékvezető: González González (spanyol) |

| 29. forduló 2013. március 30. 18:00 |

| Celta Vigo          | 2 – 2               | Barcelona           |
| ------------------- | ------------------- | ------------------- |
| Insa 38' Oubiña 88' | (1 – 1) Jegyzőkönyv | Tello 43' Messi 73' |

| Estadio Balaídos, Vigo Nézőszám: 31 800 Játékvezető: Mateu Lahoz (spanyol) |

| 30. forduló 2013. április 6. 22:00 |

| Barcelona                            | 5 – 0               | Mallorca |
| ------------------------------------ | ------------------- | -------- |
| Fàbregas 20' 37' 46' Sánchez 22' 39' | (4 – 0) Jegyzőkönyv |          |

| Camp Nou, Barcelona Nézőszám: 65 127 Játékvezető: Muñiz Fernández (spanyol) |

| 31. forduló 2013. április 14. 19:00 |

| Real Zaragoza | 0 – 3               | Barcelona                   |
| ------------- | ------------------- | --------------------------- |
|               | (0 – 2) Jegyzőkönyv | Alcántara 20' Tello 39' 58' |

| La Romareda, Zaragoza Nézőszám: 31 000 Játékvezető: David Fernández Borbalán (spanyol) |

| 32. forduló 2013. április 20. 20:00 |

| Barcelona    | 1 – 0               | Levante |
| ------------ | ------------------- | ------- |
| Fàbregas 84' | (0 – 0) Jegyzőkönyv |         |

| Camp Nou, Barcelona Nézőszám: 70 957 Játékvezető: Undiano Mallenco (spanyol) |

| 33. forduló 2013. április 27. 18:00 |

| Athletic Bilbao         | 2 – 2               | Barcelona             |
| ----------------------- | ------------------- | --------------------- |
| Susaeta 27' Herrera 89' | (1 – 0) Jegyzőkönyv | Messi 67' Sánchez 69' |

| San Mamés Stadion, Bilbao Játékvezető: Iglesias Villaneuva (spanyol) |

| 34. forduló 2013. május 5. 21:00 |

| Barcelona                          | 4 – 2               | Real Betis         |
| ---------------------------------- | ------------------- | ------------------ |
| Sánchez 9' Villa 56' Messi 60' 71' | (1 – 2) Jegyzőkönyv | Pabón 2' Pérez 43' |

| Camp Nou, Barcelona Nézőszám: 68 175 Játékvezető: Clos Gómez (spanyol) |

| 35. forduló 2013. május 12. 19:00 |

| Atlético Madrid      | 1 – 2               | Barcelona                                      |
| -------------------- | ------------------- | ---------------------------------------------- |
| Falcao 51' Insúa 90' | (0 – 0) Jegyzőkönyv | Sánchez 72', 72' Fàbregas 74' Gabi 80' (öngól) |

| Vicente Calderón, Madrid Nézőszám: 54,851 Játékvezető: Pérez Montero (spanyol) |

| 36. forduló 2013. május 19. 21:00 |

| Barcelona                     | 2 – 1               | Real Valladolid      |
| ----------------------------- | ------------------- | -------------------- |
| Pedro 21' Valiente 41' (ö.g.) | (2 – 0) Jegyzőkönyv | Pérez 90' (11-esből) |

| Camp Nou, Barcelona Nézőszám: 50,000 Játékvezető: Iglesias Villanueva (spanyol) |

| 37. forduló 2013. május 26. 20:00 |

| Espanyol                                         | 0 – 2               | Barcelona                                      |
| ------------------------------------------------ | ------------------- | ---------------------------------------------- |
| Navarro 45' Mubarak 81′ Capdevila 81' Forlín 88' | (0 – 1) Jegyzőkönyv | Sánchez 14' Iniesta 68' Pedro 87' Fàbregas 88' |

| Cornellà-El Prat, Cornellà de Llobregat Nézőszám: 40,500 Játékvezető: Fernández Borbalán (spanyol) |

| 38. forduló 2013. június 1. 21:00 |

| Barcelona                                     | 4 – 1               | Málaga      |
| --------------------------------------------- | ------------------- | ----------- |
| Villa 3' Fàbregas 14' Montoya 16' Iniesta 52' | (3 – 0) Jegyzőkönyv | Morales 56' |

| Camp Nou, Barcelona Nézőszám: 65,727 Játékvezető: Ayza Gámez (spanyol) |

### Kupa
16 közé jutásért
| 2012. november 25. 22:00 |

| Alavés | 0 – 3               | Barcelona                          |
| ------ | ------------------- | ---------------------------------- |
|        | (0 – 1) Jegyzőkönyv | Villa 40' Iniesta 51' Fàbregas 88' |

| Mendizorroza Stadion, Vitoria-Gasteiz Nézőszám: 19 840 Játékvezető: José Antonio Teixeria Vitienes (spanyol) |

| 2012. november 28. 21:30 |

| Barcelona                 | 3 – 1               | Alavés      |
| ------------------------- | ------------------- | ----------- |
| Adriano 35' Villa 56' 59' | (1 – 1) Jegyzőkönyv | Viguera 17' |

| Camp Nou, Barcelona Nézőszám: 57 655 Játékvezető: Velasco Carballo (spanyol) |

- 6–1-es összesítéssel továbbjutott az FC Barcelona.

Nyolcaddöntő
| 2012. december 12. 20:00 |

| Córdoba | 0 – 2               | Barcelona     |
| ------- | ------------------- | ------------- |
|         | (0 – 1) Jegyzőkönyv | Messi 11' 74' |

| Estadio Nuevo Arcángel, Córdoba Nézőszám: 20 000 Játékvezető: Carlos del Cerro Grande (spanyol) |

| 2013. január 10. 21:30 |

| Barcelona                                   | 5 – 0               | Córdoba |
| ------------------------------------------- | ------------------- | ------- |
| Alcántara 17' Villa 21' 26' Sánchez 55' 85' | (3 – 0) Jegyzőkönyv |         |

| Camp Nou, Barcelona Nézőszám: 37 607 Játékvezető: Hernández Hernández (spanyol) |

- 7–0-s összesítéssel továbbjutott az FC Barcelona.

Negyeddöntő
| 2013. január 16. 21:30 |

| Barcelona           | 2 – 2               | Málaga                             |
| ------------------- | ------------------- | ---------------------------------- |
| Messi 29' Puyol 30' | (2 – 1) Jegyzőkönyv | Iturra 25' Camacho 89' Monreal 75′ |

| Camp Nou, Barcelona Nézőszám: 55 151 Játékvezető: González González (spanyol) |

| 2013. január 23. 22:00 |

| Málaga                     | 2 – 4               | Barcelona                                |
| -------------------------- | ------------------- | ---------------------------------------- |
| Joaquín 12' Santa Cruz 68' | (1 – 1) Jegyzőkönyv | Pedro 8' Piqué 49' Iniesta 76' Messi 80' |

| La Rosaleda, Málaga Nézőszám: 27 099 Játékvezető: Mateu Lahoz (spanyol) |

- 6–4-es összesítéssel továbbjutott az FC Barcelona.

Elődöntő
| 2013. január 30. 21:00 |

| Real Madrid | 1 – 1               | Barcelona    |
| ----------- | ------------------- | ------------ |
| Varane 82'  | (0 – 0) Jegyzőkönyv | Fàbregas 50' |

| Santiago Bernabéu stadion, Madrid Nézőszám: 78 000 Játékvezető: Clos Gómez (spanyol) |

| 2013. február 26. 21:00 |

| Barcelona | 1 – 3               | Real Madrid                           |
| --------- | ------------------- | ------------------------------------- |
| Alba 89'  | (0 – 1) Jegyzőkönyv | Ronaldo 13' (11-esből) 57' Varane 68' |

| Camp Nou, Barcelona Nézőszám: 95 002 Játékvezető: Undiano Mallenco (spanyol) |

- 2–4-es összesítéssel kiesett az FC Barcelona.

### Szuperkupa
| 2012. augusztus 23. 22:30 |

| Barcelona                               | 3 – 2   | Real Madrid CF           |
| --------------------------------------- | ------- | ------------------------ |
| Pedro 56' Messi 69' (11-esből) Xavi 77' | (0 – 0) | Ronaldo 54' di María 84' |

| Camp Nou, Barcelona Nézőszám: 91 728 Játékvezető: Clos Gómez (spanyol) |

| 2012. augusztus 29. 22:30 |

| Real Madrid CF          | 2 – 1   | Barcelona             |
| ----------------------- | ------- | --------------------- |
| Higuaín 11' Ronaldo 17' | (2 – 1) | Adriano 28′ Messi 45' |

| Santiago Bernabéu stadion, Madrid Nézőszám: 78 000 Játékvezető: Mateu Lahoz (spanyol) |

- 4-4 az összesítésben, idegenben lőtt több góllal a Real Madrid CF nyerte a kupát.

### UEFA-bajnokok ligája
A csapat a 2011–2012-es bajnokság második helyezettjeként automatikusan a csoportkörbe jutott.
Csoportkör
G csoport
| Csapat           | M | Gy | D | V | G+ | G– | Gk | P  |
| ---------------- | - | -- | - | - | -- | -- | -- | -- |
| FC Barcelona     | 6 | 4  | 1 | 1 | 11 | 5  | +6 | 13 |
| Celtic           | 6 | 3  | 1 | 2 | 9  | 8  | +1 | 10 |
| Benfica          | 6 | 2  | 2 | 2 | 5  | 5  | 0  | 8  |
| Szpartak Moszkva | 6 | 1  | 0 | 5 | 7  | 14 | –7 | 3  |

| 2012. szeptember 19. 20:45 |

| FC Barcelona            | 3 – 2               | Szpartak Moszkva             |
| ----------------------- | ------------------- | ---------------------------- |
| Tello 14' Messi 71' 80' | (1 – 1) Jegyzőkönyv | Alves 29' (öngól) Rômulo 59' |

| Camp Nou, Barcelona Játékvezető: Milorad Mažić (szerb) |

| 2012. október 2. 20:45 |

| Benfica | 0 – 2               | FC Barcelona            |
| ------- | ------------------- | ----------------------- |
|         | (0 – 1) Jegyzőkönyv | Sánchez 6' Fàbregas 56' |

| Estádio da Luz, Lisszabon Játékvezető: Cüneyt Çakır (török) |

| 2012. október 23. 20:45 |

| FC Barcelona                 | 2 – 1               | Celtic        |
| ---------------------------- | ------------------- | ------------- |
| Iniesta 45' Jordi Alba 90+3' | (1 – 1) Jegyzőkönyv | Szamarász 18' |

| Camp Nou, Barcelona Játékvezető: Gianluca Rocchi (olasz) |

| 2012. november 7. 20:45 |

| Celtic               | 2 – 1               | FC Barcelona |
| -------------------- | ------------------- | ------------ |
| Wanyama 21' Watt 83' | (1 – 0) Jegyzőkönyv | Messi 90+1'  |

| Celtic Park, Glasgow Játékvezető: Björn Kuipers (holland) |

| 2012. november 20. 18:00 |

| Szpartak Moszkva | 0 – 3               | FC Barcelona            |
| ---------------- | ------------------- | ----------------------- |
|                  | (0 – 3) Jegyzőkönyv | Alves 16' Messi 26' 39' |

| Luzsnyiki Stadion, Moszkva Játékvezető: Ivan Bebek (horvát) |

| 2012. december 5. 20:45 |

| FC Barcelona | 0 – 0       | Benfica |
| ------------ | ----------- | ------- |
|              | Jegyzőkönyv |         |

| Camp Nou, Barcelona Játékvezető: Svein Oddvar Moen (norvég) |

Egyenes kieséses szakasz
Nyolcaddöntő
| 2013. február 20. 20:45 |

| AC Milan                | 2 – 0               | FC Barcelona |
| ----------------------- | ------------------- | ------------ |
| Boateng 57' Muntari 81' | (0 – 0) Jegyzőkönyv |              |

| Giuseppe Meazza Stadion, Milánó Játékvezető: Craig Thomson (skót) |

| 2013. március 12. 20:45 |

| FC Barcelona                      | 4 – 0               | AC Milan |
| --------------------------------- | ------------------- | -------- |
| Messi 5' 40' Villa 55' Alba 90+2' | (2 – 0) Jegyzőkönyv |          |

| Camp Nou, Barcelona Játékvezető: Kassai Viktor (magyar) |

- A Barcelona 4–2-es összesítéssel továbbjutott.

Negyeddöntő
| 2013. április 2. 20:45 |

| Paris Saint-Germain           | 2 – 2               | FC Barcelona                  |
| ----------------------------- | ------------------- | ----------------------------- |
| Ibrahimović 77' Matuidi 90+4' | (0 – 1) Jegyzőkönyv | Messi 38' Xavi 89' (11-esből) |

| Parc des Princes, Párizs Játékvezető: Wolfgang Stark (német) |

| 2013. április 10. 20:45 |

| FC Barcelona | 1 – 1               | Paris Saint-Germain |
| ------------ | ------------------- | ------------------- |
| Pedro 71'    | (0 – 0) Jegyzőkönyv | Pastore 50'         |

| Camp Nou, Barcelona Játékvezető: Kuipers (holland) |

- A Barcelona 3–3-as összesítéssel, idegenben szerzett több góllal továbbjutott.

Elődöntő
| 2013. április 23. 20:45 |

| Bayern München                      | 4 – 0               | FC Barcelona |
| ----------------------------------- | ------------------- | ------------ |
| Müller 25' 82' Gómez 49' Robben 73' | (1 – 0) Jegyzőkönyv |              |

| Allianz Arena, München Játékvezető: Kassai Viktor (magyar) |

| 2013. május 1. 20:45 |

| FC Barcelona | 0 – 3               | Bayern München                          |
| ------------ | ------------------- | --------------------------------------- |
|              | (0 – 0) Jegyzőkönyv | Robben 49' Piqué 72' (öngól) Müller 76' |

| Camp Nou, Barcelona Játékvezető: Damir Skomina (szlovén) |

- A Barcelona 0–7-es összesítéssel kiesett.

### Katalán kupa
Elődöntő
| 2013. április 17. 21:30 |

| Gimnàstic de Tarragona | 0 – 1               | Barcelona             |
| ---------------------- | ------------------- | --------------------- |
|                        | (0 – 1) Jegyzőkönyv | Lombán 14' (11-esből) |

| Nou Estadi, Tarragona Nézőszám: 3 482 Játékvezető: Víctor Sánchez Rico (spanyol) |

### Barátságos mérkőzések
| 2012. július 24. 18:00 |

| Hamburger SV | 1 – 2   | Barcelona           |
| ------------ | ------- | ------------------- |
| Arslan 20'   | (1 – 2) | Alves 5' Gerard 38' |

| Imtech Arena, Hamburg Nézőszám: 57 274 Játékvezető: Peter Gagelmann (német) |

| 2012. július 28. 23:59 |

| Raja Casablanca | 0 – 8   | Barcelona                                                                      |
| --------------- | ------- | ------------------------------------------------------------------------------ |
|                 | (0 – 5) | Sánchez 12' 40' Messi 34' 37' 45' Alves 58' (11-esből) S. Gómez 87' Gerard 89' |

| Stade de Tangier, Tanger Nézőszám: 23 000 Játékvezető: Hassan Kamranifar (iráni) |

| 2012. augusztus 4. 19:45 |

| PSG                                   | 2 – 2   | Barcelona                            |
| ------------------------------------- | ------- | ------------------------------------ |
| Ibrahimović 60' (11-esből) Camara 82' | (0 – 1) | R. Alcántara 6' Messi 54' (11-esből) |

| Parc des Princes, Párizs Nézőszám: 48 712 Játékvezető: Saïd Ennjimi (francia) |

| 2012. augusztus 8. 20:00 |

| Barcelona | 0 – 0 | Manchester United |
| --------- | ----- | ----------------- |
|           |       |                   |

| Ullevi Stadion, Göteborg Nézőszám: 47 141 Játékvezető: Martin Balko (szlovák) |

| 2012. augusztus 11. 19:45 |

| Dinamo Bucureşti | 0 – 2   | Barcelona              |
| ---------------- | ------- | ---------------------- |
|                  | (0 – 1) | Messi 4' Afellay 90+2' |

| Arena Națională, Bukarest Nézőszám: 45 000 Játékvezető: Cristi Balaj (román) |

| 2012. augusztus 20. 22:00 |

| Barcelona | 0 – 1   | Sampdoria  |
| --------- | ------- | ---------- |
|           | (0 – 1) | Soriano 1' |

| Camp Nou, Barcelona Nézőszám: 55 489 Játékvezető: Fernando Teixeria Vitienes (spanyol) |